# Tishomingo (Oklahoma)
Tishomingo er en amerikansk by og administrativt centrum i det amerikanske county Johnston County, i staten Oklahoma. I 2000 havde byen et indbyggertal på 3.162.

## Ekstern henvisning
- Tishomingos hjemmeside Arkiveret 28. marts 1997 hos  Wayback Machine (engelsk)

34°14′08″N 96°40′39″V / 34.2356°N 96.6775°V